# Ejido Francisco J. Moreno
Ejido Francisco J. Moreno är en ort i Mexiko.   Den ligger i kommunen San Juan Evangelista och delstaten Veracruz, i den sydöstra delen av landet, 500 km öster om huvudstaden Mexico City. Ejido Francisco J. Moreno ligger 50 meter över havet och antalet invånare är 184.
Terrängen runt Ejido Francisco J. Moreno är huvudsakligen platt. Ejido Francisco J. Moreno ligger nere i en dal. Runt Ejido Francisco J. Moreno är det glesbefolkat, med 10 invånare per kvadratkilometer. Närmaste större samhälle är Estación Juanita, 18,4 km norr om Ejido Francisco J. Moreno. Omgivningarna runt Ejido Francisco J. Moreno är en mosaik av jordbruksmark och naturlig växtlighet.